# Karl Neuhaus (Politiker, 1880)

Karl Neuhaus

Karl Neuhaus (* 23. Oktober 1880 in Vohwinkel, Kreis Mettmann; † 12. Februar 1947 in Penzberg) war ein deutscher Politiker (CSP, DNVP).

## Leben und Wirken
In seiner Jugend besuchte Neuhaus von 1886 bis 1894 Volksschulen in Vohwinkel und Barmen. Anschließend absolvierte er bis 1897 eine kaufmännische Lehre. Es folgte eine dreijährige Tätigkeit als Handlungsgehilfe, bevor Neuhaus von 1900 bis 1901 ein Jahr lang dem Feldartillerieregiment Nr. 43 angehörte. In den Jahren 1901 bis 1913 war Neuhaus erneut als Handlungsgehilfe tätig, um sich schließlich als Kaufmann und Fabrikant in Löwensen bei Bad Pyrmont selbständig zu machen: Er eröffnete eine mechanische Baumwollweberei und eine Sackfabrik, Sackreparatur und Reinigung.
Politisch betätigte Neuhaus sich seit 1903 in der Christlich-sozialen Partei, deren Vorstand im Kreisverband Lennep-Mettmann-Remscheid er angehörte. 1908 wurde Neuhaus Vorsitzender des Parteibezirks Berg und Mark. 1910 wurde er schließlich ehrenamtlicher Hauptgeschäftsführer der Gesamtpartei.
Unmittelbar nach der Gründung der Deutschnationalen Volkspartei (DNVP) im Herbst 1918 trat Neuhaus in diese ein. Noch im Dezember 1918 wurde er Vorsitzender der Partei im Wahlbezirk Düsseldorf-Ost und Mitglied des Gesamtvorstandes der Partei. 
Von 1919 bis 1921 gehörte Neuhaus der verfassungsgebenden preußischen Landesversammlung an, und von Juni 1920 bis Mai 1928 saß er als Abgeordneter für den Wahlkreis 22 (Düsseldorf-Ost) im Reichstag. Daneben war er Vorsitzender des Rheinisch-westfälischen Zweckverbandes der DNVP.